# Aydınlık
Aydınlık (Deutsch: „Klarheit“, auch „Aufklärung“ oder „Die Helligkeit“) ist eine türkische Tageszeitung. Sie gilt als Sprachrohr der linkskemalistischen, nationalistischen und antiimperialistischen Vaterlandspartei (Vatan Partisi). Der maßgebliche Autor der Zeitung ist Doğu Perinçek, der zugleich Vorsitzender der Vaterlandspartei ist. Da die Namen der von Perinçek gegründeten Parteien durch Verbote und Namensänderungen häufig wechselten, werden seine Anhänger umgangssprachlich auch nach dem Parteiorgan „Aydınlıkçılar“ (etwa: „Aydınlıkisten“) genannt. Inhaltlich und personell gibt es viele Überschneidungen zum Fernsehsender Ulusal Kanal, der ebenfalls als Sprachrohr von Vatan Partisi gilt.
Seit dem ersten Erscheinen 1968 (damals noch als Monatszeitung) war Aydınlık mal mehr, mal weniger Parteiblatt, so dass zeitweise auch bedeutende Intellektuelle wie Aziz Nesin, Turan Dursun oder Metin Altıok in Aydınlık bzw. den Vorgängerpublikationen veröffentlichten, ohne dass sie der jeweiligen Perinçek-Partei angehört hätten. Andere ehemalige Autoren, die zeitweise der Partei angehörten, machten sich später als linksliberale Journalisten bzw. Wissenschaftler einen Namen. Dazu gehören Oral Çalışlar, Cengiz Çandar, Şahin Alpay und Halil Berktay.

## Vorgeschichte: Organ der TKP (1921–25)

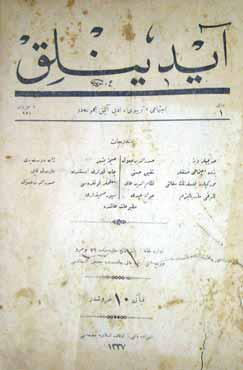
Die Erstausgabe aus dem Jahre 1921

Die erste türkische Zeitschrift namens Aydınlık wurde 1921 von Şefik Hüsnü Değmer, dem zweiten Generalsekretär der konspirativ tätigen Kommunistische Partei der Türkei (TKP), gegründet. Aydınlık war die erste sozialistische Zeitschrift der Türkei und unterstützte den Befreiungskrieg. Dennoch wurde sie 1925 verboten. Değmer und andere Mitarbeiter wurden zu Haftstrafen verurteilt. In ihren späteren Publikationen benutzte die TKP den Namen Aydınlık nicht wieder, so dass Anhänger der Studentenbewegung von 1968 den „verwaisten“ Namen aufgriffen. Auch wenn im Impressum der heutigen Aydınlık das Gründungsjahr 1921 angegeben wird, ist diese Bezugnahme lediglich als ideelle zu verstehen. Eine direkte Linie von der TKP zur „Neugründung“ im Jahr 1968 gab es nicht.

## Organ der Studentenbewegung (1968–71)
1968 gründeten studentische Aktivisten, die sich von der Arbeiterpartei der Türkei bzw. deren Jugendverband abwandten, Aydınlık als Monatszeitschrift. Neben studentischen Aktivisten wie Doğu Perinçek, Vahap Erdoğdu, Mahir Çayan und Deniz Gezmiş waren auch die TKP-Dissidenten Mihri Belli und Hikmet Kıvılcımlı beteiligt. Aydınlık wurde zu einem einflussreichen Organ der Studentenbewegung und vertrat die These von der „Nationaldemokratischen Revolution“, also der zunächst maßgeblich von Belli entwickelten These, wonach zunächst die demokratische Revolution Atatürks „vollendet“ werden müsse, ehe der Schritt zum Sozialismus möglich sei.
1970 kam es zur Spaltung. Die Gruppe um Belli, Çayan und Gezmiş und gründete eine Zeitschrift namens Aydınlık Sosyalist Dergi (Sozialistische Zeitschrift Aydınlık), während die Gruppe um Perinçek ihr Organ nun Proleter Devrimci Aydınlık (Proletarisch-Revolutionäre Aydınlık) nannte und sich, ebenso wie die von Perinçek gegründete, illegale Revolutionäre Arbeiter- und Bauernpartei der Türkei (TİİKP) dem Maoismus zuwandte. Mit dem Militärputsch 1971 wurden beide Aydınlık-Ausgaben verboten.

## Parteiblatt der Perinçek-Gruppe und Denunziationsvorwürfe (1974–80)
Nach einer Amnestie unter dem neuen Ministerpräsidenten Bülent Ecevit, mit der 1974 viele inhaftierte Anhänger der Studentenbewegung freikamen, wurde im November 1974 Aydınlık erneut als Wochenzeitung gegründet. Im Februar 1975 wurde die Zeitschrift verboten und erschien ab Oktober 1975 unter dem Namen Siyaset Kuramı Dergisi. Am 20. März 1978, ungefähr parallel zur Gründung der legalen Arbeiter- und Bauernpartei der Türkei (TİKP), erschien Aydınlık erstmals als Tageszeitung. Ab 1978 veröffentlichte die Zeitung immer wieder Namen und Adressen größtenteils illegal tätiger linker Aktivisten, was in der übrigen Linken als Denunziation aufgefasst wurde. Mit dem Militärputsch 1980 wurde die Zeitung erneut verboten.

## Zeitschrift2000'e Doğruund die Kurdenfrage (1987–93)
1987 wurde die Monatszeitschrift 2000'e Doğru (In Richtung 2000) gegründet. Die Aufmachung war die eines Nachrichtenmagazins, die Redaktion wurde geöffnet. Da in dieser Zeit kaum oppositionelle Medien erscheinen konnten, wurde 2000'e Doğru auch für Autoren attraktiv, die nicht zur Perinçek-Gruppe gehörten. So wie sich die 1988 gegründete Sozialistische Partei (SP) nicht nur vom Maoismus, sondern zaghaft auch vom Kemalismus abwandte und sich intensiver mit der Kurdenfrage auseinanderzusetzen begann, beschäftigte sich auch 2000'e Doğru oft mit dieser Thematik und näherte sich der PKK. Im Oktober 1989 interviewte Perinçek in seiner Eigenschaft als Chefredakteur in der syrisch kontrollierten Bekaa-Ebene den PKK-Führer Abdullah Öcalan. Es war eines der ersten Interviews mit Öcalan in den türkischen Medien überhaupt. 1992 wurde die SP wegen ihrer Ansichten zur Kurdenfrage verboten, ihre Nachfolge trat die Arbeiterpartei (İP) an.

## TageszeitungAydınlıkund der Islamismus (1993–94)
Anstelle von 2000'e Doğru erschien ab dem 1. Mai 1993 Aydınlık wieder als Tageszeitung. Chefredakteur wurde der İP-Funktionär Ferit İlsever, Herausgeber wurde der Schriftsteller Aziz Nesin. Mit ihm konnten weitere, nicht zur Partei gehörende Intellektuelle wie der Politikwissenschaftler Baskın Oran, der Ökonom Korkut Boratav oder der Schriftsteller Cezmi Ersöz als Autoren gewonnen werden. Bald darauf begann die Zeitung, von Nesin übersetzte Passagen aus Salman Rushdies Roman Die satanischen Verse zu veröffentlichen. Die Empörung von Islamisten gipfelte am 2. Juli 1993 im Pogrom von Sivas. Nesin überlebte, der Aydınlık-Autor und Dichter Metin Altıok hingegen kam mit 36 weiteren Menschen ums Leben.

## Rückkehr zur Wochenzeitung und die Ergenekon-Verfahren (1994–2011)
Im April 1994 wurde die Tageszeitung eingestellt, stattdessen erschien Aydınlık nun wieder als Wochenzeitung. Doch die Breite der Autorenschaft und der damit verbundene Einfluss, die 2000'e Doğru und vor allem die Tageszeitung der Jahre 1993/94 ausgezeichnete hatten, gingen verloren. Im Folgenden schrumpfte das Blatt wieder zum Mitteilungsorgan der Partei, die wiederum zu ihren kemalistischen Wurzeln zurückkehrte und darüber hinaus mehr und mehr offen nationalistische Positionen einnahm, was sich etwa im vehementen Bestreiten des Völkermordes an den Armeniern bemerkbar machte.
Im Zuge der Ermittlungen gegen die vermeintliche Organisation Ergenekon wurden im März 2008 Doğu Perinçek, Aydınlık-Chefredakteur Serhan Bolluk, der Chefredakteur von Ulusal Kanal Ferit İlsever und der Journalist Adnan Akfırat verhaftet. Weitere Verhaftungen im politischen und publizistischen Umfeld von Aydınlık folgten, darunter Perinçeks Sohn Mehmet. Im August 2013 wurde Doğu Perinçek zu einer lebenslangen Haftstrafe unter erschwerten Bedingungen verurteilt. Akfırat erhielt 19, İlsever 15, Bolluk siebeneinhalb und Mehmet Perinçek sechs Jahre Haft. Im März 2014 wurden sie auf Beschluss des Verfassungsgerichts freigelassen; im April 2016 verwarf der Kassationshof alle Ergenekon-Urteile.

## Wiedererscheinen als Tageszeitung (seit 2011)
Am 1. März 2011 erschien Aydınlık zum dritten Mal als Tageszeitung. Das Blatt nahm von Anfang an eine entschiedene Position gegen die AKP ein. Allerdings ist seit dem Bruch zwischen Recep Tayyip Erdoğan und Fethullah Gülen im Zuge des Korruptionsskandals vom Dezember 2013 und vor allem seit dem Putschversuch vom Juli 2016 eine gewisse Annäherung an Erdoğan und die AKP zu erkennen.